# Calochortus fimbriatus
Calochortus fimbriatus är en liljeväxtart som beskrevs av H.P.Mcdonald. Calochortus fimbriatus ingår i släktet Calochortus och familjen liljeväxter. Inga underarter finns listade.

## Bildgalleri

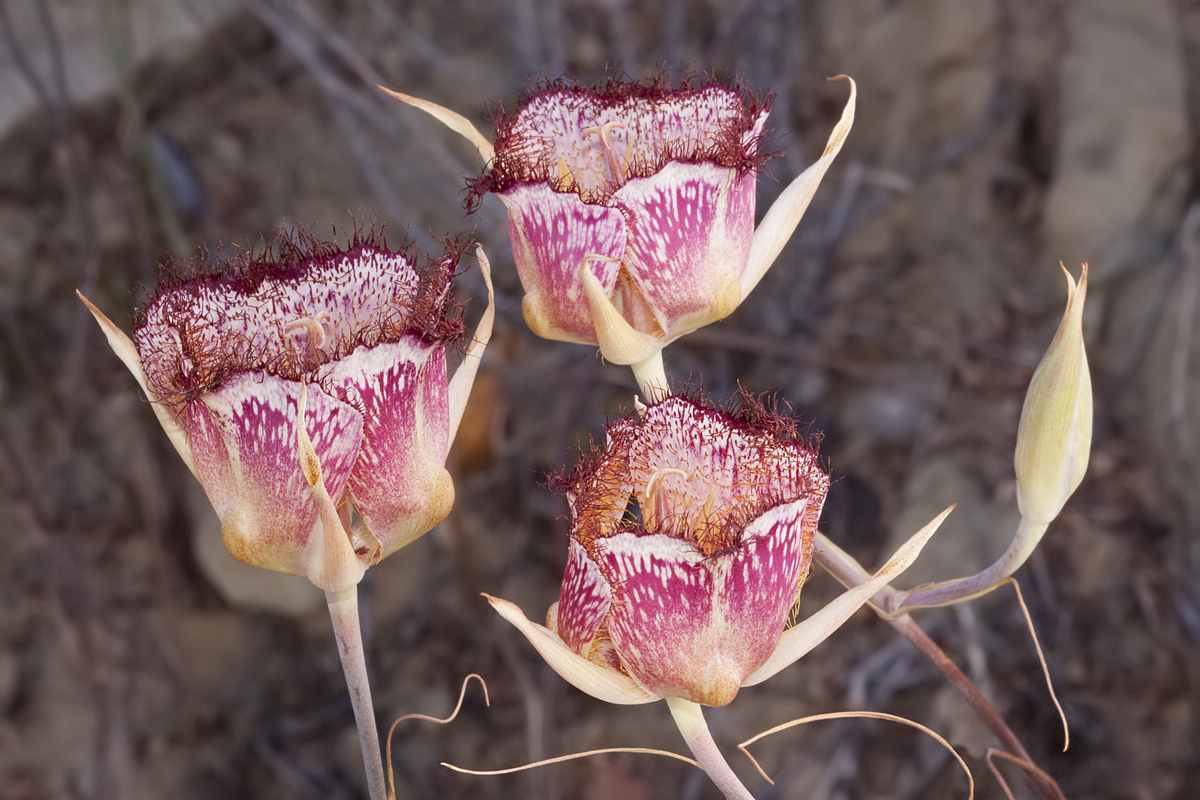
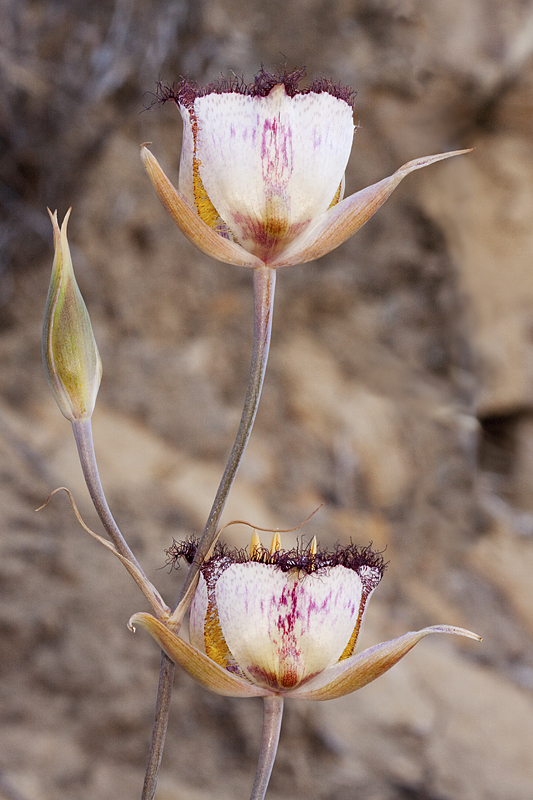
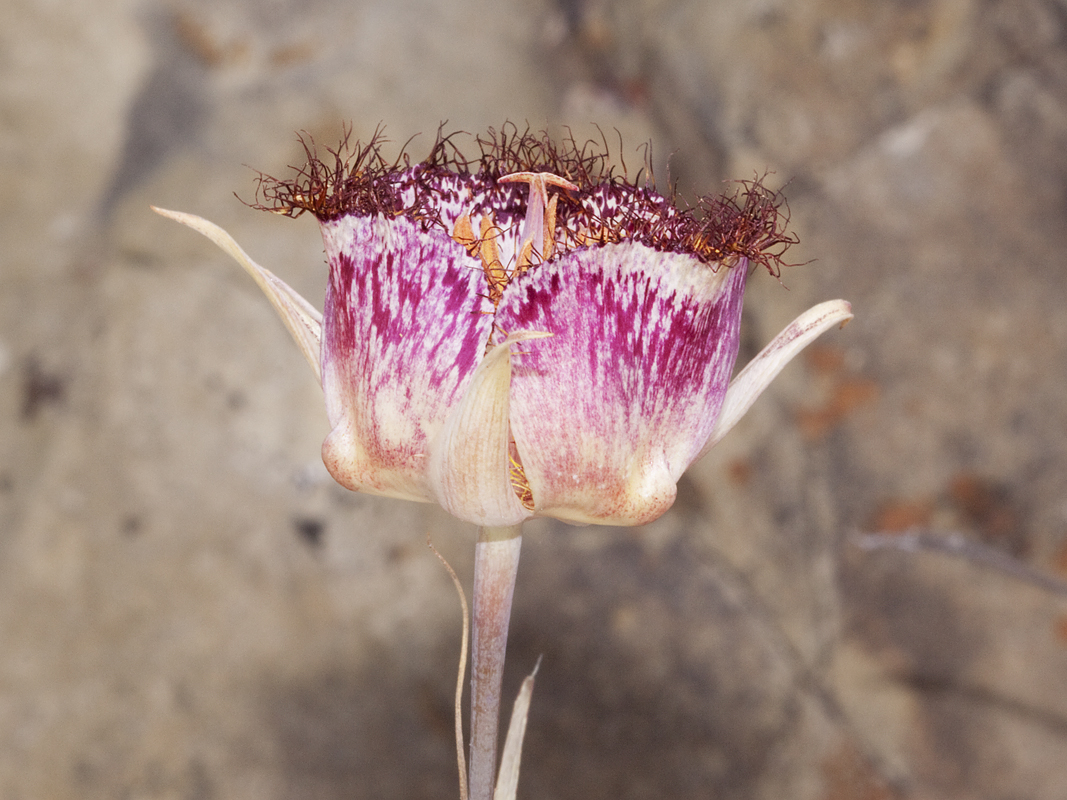
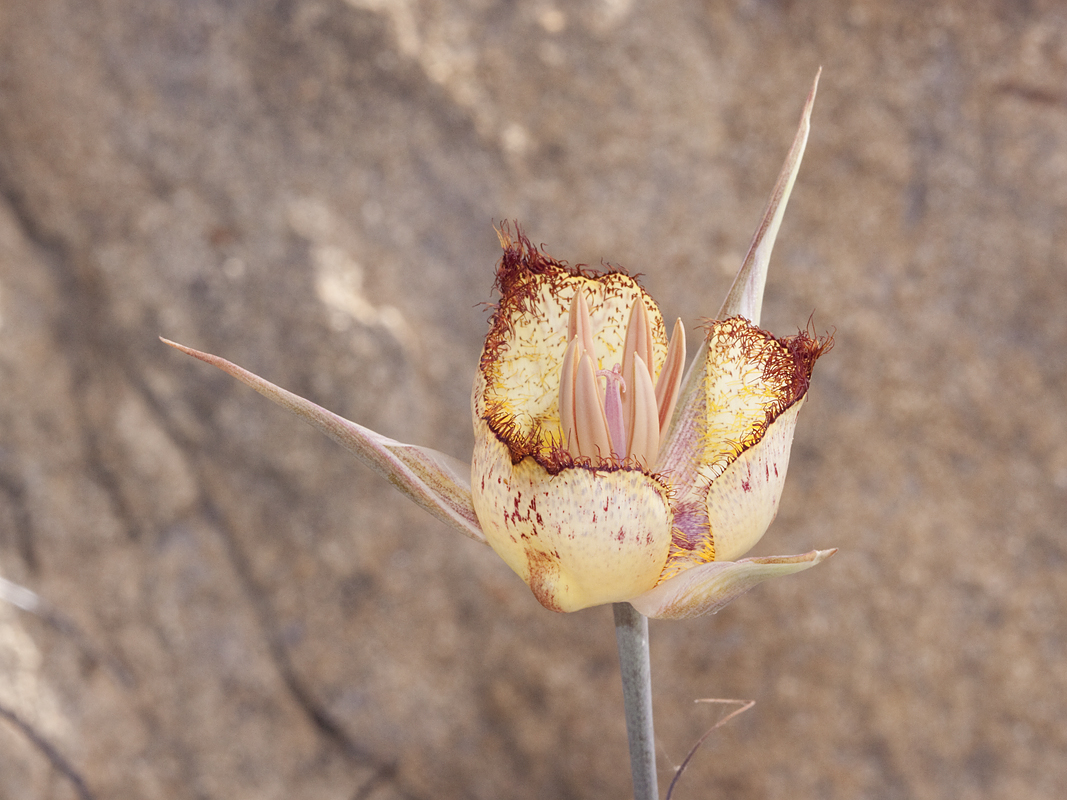
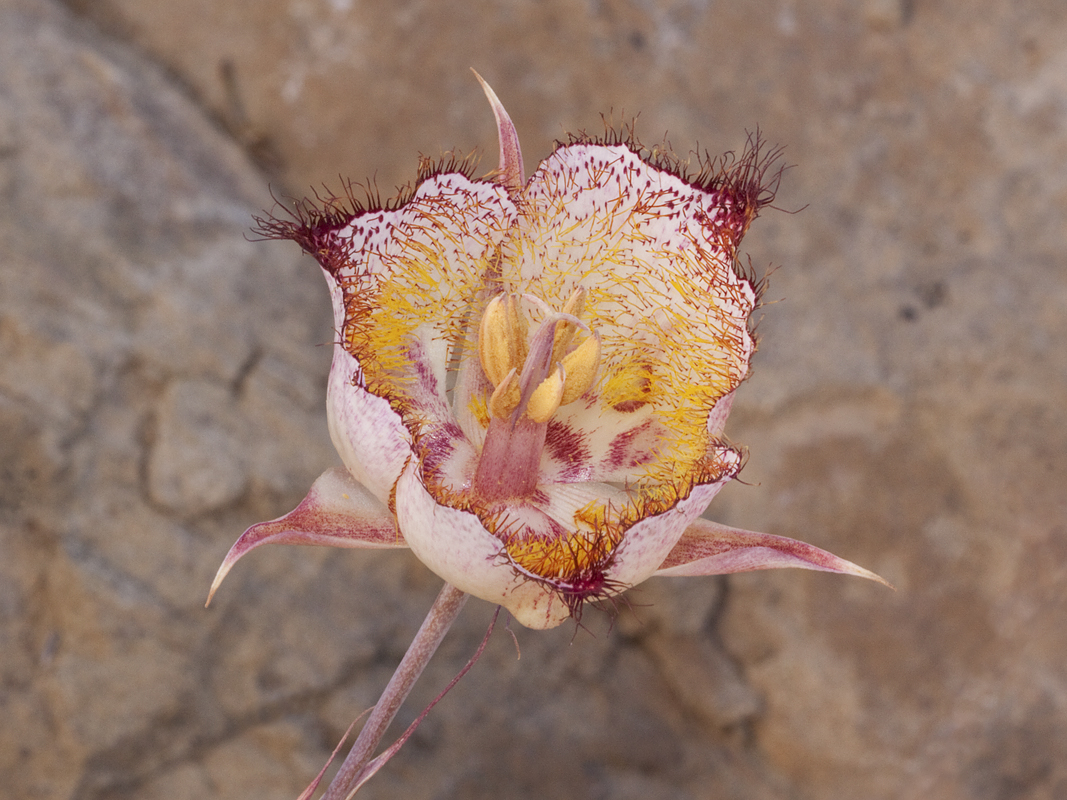
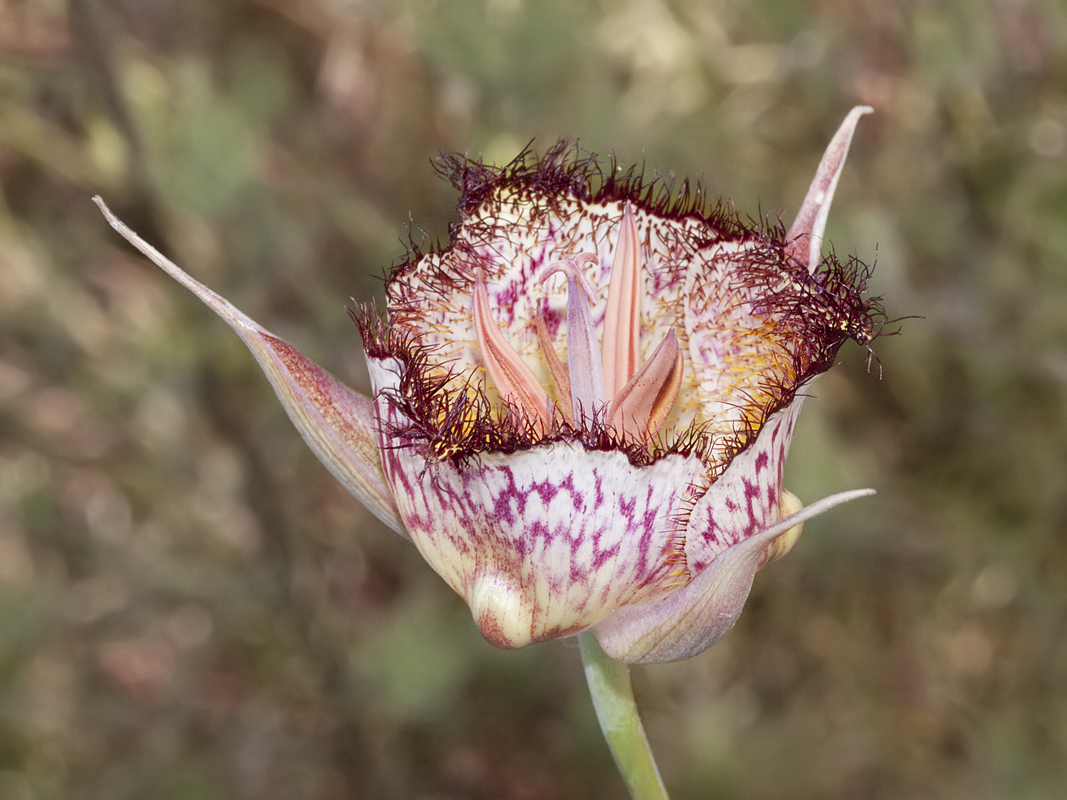